# Black Angelika
Alexandra Panait, coneguda artísticament com a Black Angelika (Bucarest, 25 d'octubre de 1987) és una actriu pornogràfica i model eròtica romanesa retirada.
Angelika va començar la seva carrera a la indústria pornogràfica en 2006. L'actriu romanesa pertany al catàleg d'estrelles porno del lloc web Brazzers, a més d'haver realitzat nombroses escenes i sessions fotogràfiques per la companyia de pel·lícules pornogràfiques Private. Angelika forma part de reconeguts llocs web per adults, i va realitzar més de 150 pel·lícules pornogràfiques durant la seva carrera. En 2009 va guanyar el Premi Hot d'Or a la millor estrella europea, i en 2010 va guanyar l'Erotixxx Award a la millor actriu europea. En 2011 la revista americana Complex va enumerar Black Angelika en la seva Top 100 de les estrelles porno més calentes del moment, i la van assenyalar com la reina de la doble penetració d'Europa.

## Premis i nominacions
| Any  | Premi           | Resultat   | Categoria                                         | Pel·lícula        |
| ---- | --------------- | ---------- | ------------------------------------------------- | ----------------- |
| 2008 | Premis FICEB    | Nominada   | Millor actriu de repartiment                      | Ibiza Sex Party 5 |
| 2009 | Premis AVN      | Nominada   | Artista femenina estrangera de l'any              | —                 |
| 2009 | Premis Hot d'Or | Guanyadora | Millor estrella europea                           | —                 |
| 2010 | Erotixxx Award  | Guanyadora | Millor actriu europea                             | —                 |
| 2011 | Miss FreeOnes   | Nominada   | Millor nena europea                               | —                 |
| 2011 | Premis AVN      | Nominada   | Artista femenina estrangera de l'any              | —                 |
| 2011 | Premis AVN      | Nominada   | Millor escena de sexr en una producció estrangera | All Star 2        |
| 2012 | Premis AVN      | Nominada   | Artista femenina estrangera de l'any              | —                 |
| 2012 | Premis XBIZ     | Nominada   | Artista femenina estrangera de l'any              | —                 |
| 2013 | Premis AVN      | Nominada   | Artista femenina extranjera del año               | —                 |
| 2014 | Miss FreeOnes   | Nominada   | Miss FreeOnes                                     | —                 |